# Histoire d'herbes flottantes
Pour plus de détails, voir Fiche technique et Distribution.
Histoire d'herbes flottantes (浮草物語, Ukikusa monogatari), également intitulé Histoire d'un acteur ambulant, est un film japonais réalisé par Yasujirō Ozu, sorti en 1934.

## Synopsis
Kihachi, un meneur de troupe théâtrale itinérante, arrive dans un petit village pour y donner une représentation. Il décide de renouer avec son ancien amour Otsune et son fils illégitime Shinkichi, ce qui provoque la colère de sa maîtresse actuelle et brise bien des cœurs.

## Fiche technique

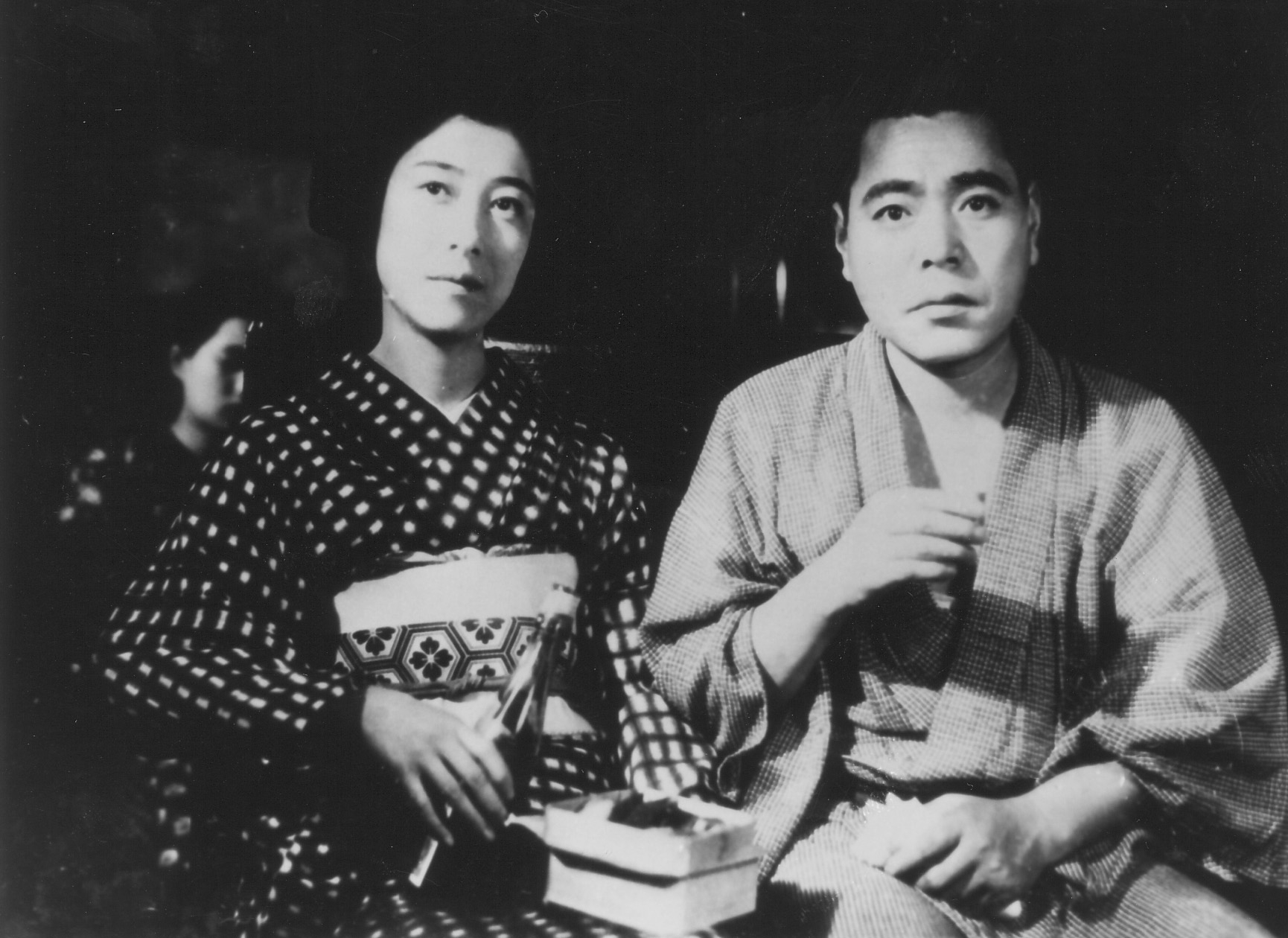
Scène du film avec Emiko Yagumo et Takeshi Sakamoto.

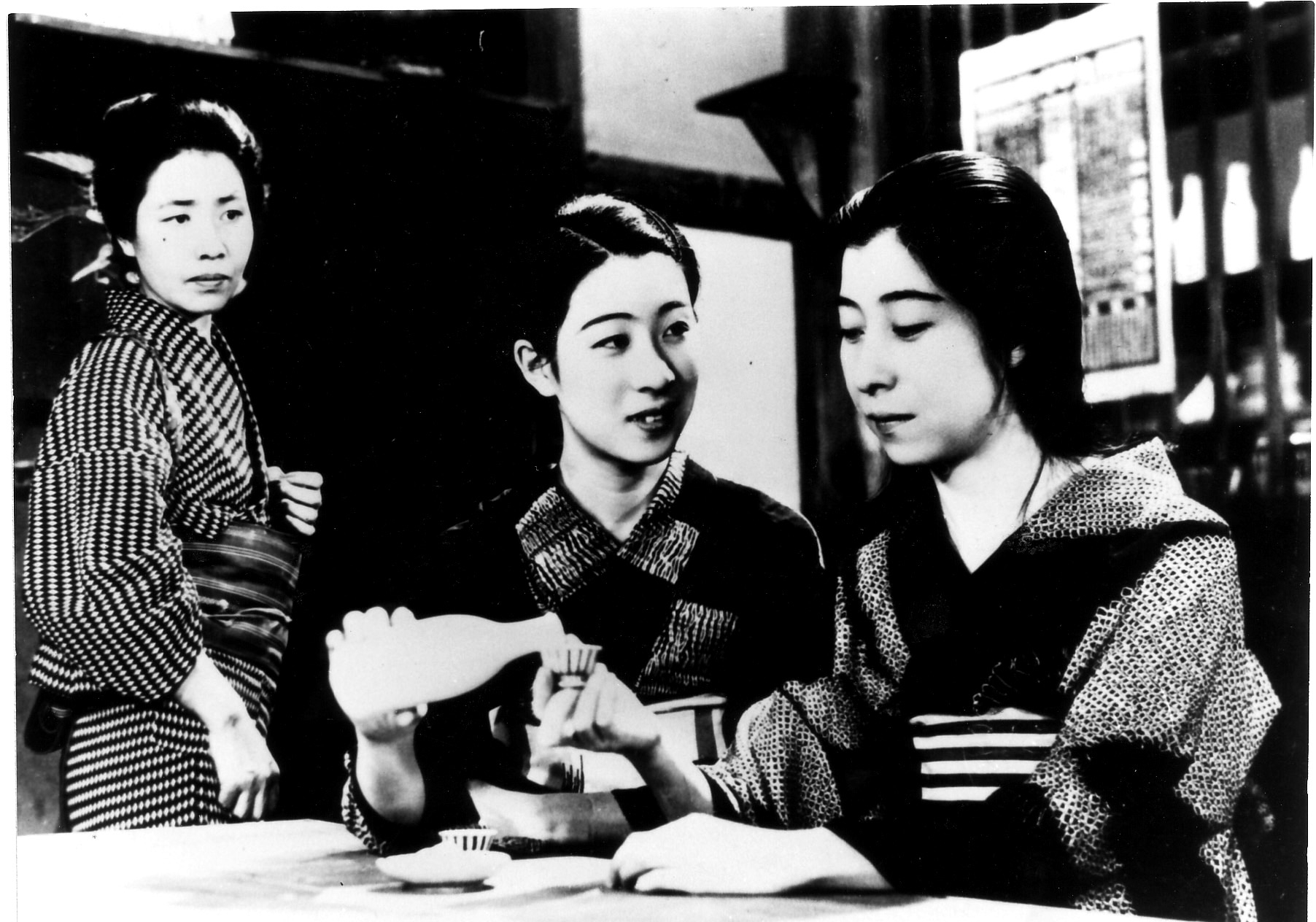
Scène du film avec Chōko Iida, Yoshiko Tsubouchi et Emiko Yagumo.

- Titre français : Histoire d'herbes flottantes
- Titres français alternatifs : Une histoire d'herbes flottantes ; Histoire d'un acteur ambulant[1]
- Titre original : 浮草物語 (Ukikusa monogatari?)[2]
- Titre anglais : A Story of Floating Weeds
- Réalisation : Yasujirō Ozu
- Scénario : Tadao Ikeda et Yasujirō Ozu (crédité sous le nom de James Maki), d'après le film américain The Barker, tourné en 1928 par George Fitzmaurice[1]
- Photographie : Hideo Shigehara, assisté de Yūharu Atsuta
- Montage : Hideo Shigehara
- Décors : Tatsuo Hamada
- Société de production : Shōchiku
- Pays d'origine :  Empire du Japon
- Format : noir et blanc - 1,33:1 - Film muet - 35 mm
- Genre : drame
- Durée : 86 minutes[3]
- Dates de sortie :
  - Empire du Japon : 23 novembre 1934[4]
  - France : 5 août 1992[5] (rétrospective Ozu au Max-Linder)

## Distribution
- Takeshi Sakamoto : Kihachi
- Chōko Iida : Otsune, Ka-yan
- Kōji Mitsui (crédité sous le nom de Hideo Mitsui) : Shinkichi, le fils d'Otsune
- Emiko Yagumo (créditée sous le nom de Rieko Yagumo) : Otaka
- Yoshiko Tsubouchi : Otoki
- Tomio Aoki : Tomibo
- Reikō Tani (ja) : le père de Tomibo
- Seiji Nishimura (ja) : Kichi, un acteur
- Mariko Aoyama (ja) : la femme du barbier

## Autour du film
Bien que basé sur The Barker, un célèbre film américain, l'histoire s'en écarte sensiblement. La censure japonaise a coupé 6 mètres de pellicule avant la sortie du film.
Histoire d'herbes flottantes est projeté pour la première fois en France lors de la rétrospective Ozu au cinéma Max-Linder de l'été 1992. Celle-ci comprend quatorze films du cinéaste dont six inédits en France et s'est déroulée pendant deux mois.
Yasujirō Ozu réalise en 1959 un remake de son propre film, Herbes flottantes.

## Récompenses
- 1935 : prix Kinema Junpō du meilleur film japonais de l'année 1934[7]